# Agnes de Hohenlohe-Langenburg
Prințesa Marie Agnes Henriette de Hohenlohe-Langenburg, Marie Agnes Henriette, Prinzessin zu Hohenlohe-Langenburg (5 decembrie 1804 – 9 septembrie 1835) a fost membră a Casei de Hohenlohe-Langenburg și Prințesă de Hohenlohe-Langenburg prin naștere. Prin căsătoria cu Constantin, Prinț Ereditar de Löwenstein-Wertheim-Rosenberg, Agnes a devenit, de asemenea, membră a Casei de Löwenstein-Wertheim-Rosenberg și Prințesă Moștenitoare de Löwenstein-Wertheim-Rosenberg. Prin fiica sa Adelaide de Löwenstein-Wertheim-Rosenberg, Agnes este strămoașa a numeroase familii regale europene.
La 31 mai 1827, Agnes s-a căsătorit cu Constantin, Prinț Ereditar de Löwenstein-Wertheim-Rosenberg. El era singurul fiu al Prințului Karl Thomas de Löwenstein-Wertheim-Rosenberg și a soției acestuia, Sophie de Windisch-Graetz. Cuplul a avut doi copii:
- Adelaide de Löwenstein-Wertheim-Rosenberg (3 aprilie 1831 - 16 decembrie 1909). În 1851, ea s-a căsătorit cu fostul rege Miguel de Braganza, care a domnit în Portugalia din 1828 până în 1834.
- Karl Heinrich, Prinț de Löwenstein-Wertheim-Rosenberg (21 mai 1834 – 8 noiembrie 1921. S-a căsătorit cu Prințesa Sophie de Liechtenstein.